# Jens Jessen (Politiker)

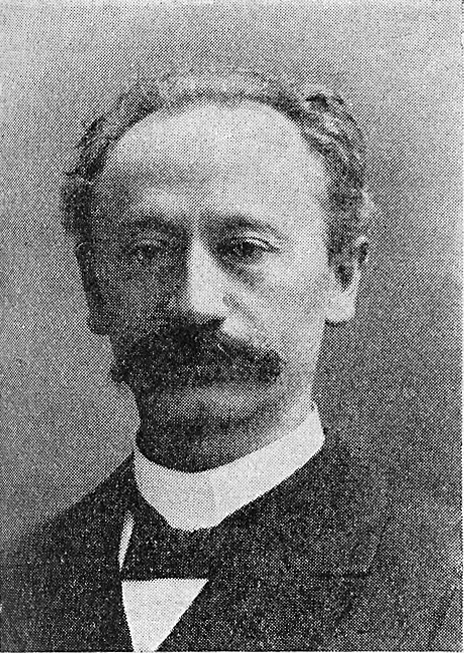
Jens Jessen

Jens Jessen (* 5. Februar 1854 in Mögeltondern; † 22. Juli 1906 in Kopenhagen) war ein deutsch-dänischer Redakteur und Mitglied des Deutschen Reichstags.

## Leben
Jessen  besuchte das Seminar in Tondern und die Universität Göttingen. In seiner Jugend war er Hauslehrer. Er bestand das  Examen für Mittelschullehrer (Französisch und Englisch) und das Examen für Rektoren in Kassel. Danach sollte er Vorsteher einer dänischen Realschule in Hadersleben werden, diese wurde jedoch von den Behörden geschlossen. Seit 1. Juli 1882 war er Chefredakteur und seit 1883 zugleich Verleger der Tageszeitung Flensborg Avis. Als Redakteur wurde er zu insgesamt vier Jahren Gefängnis verurteilt. Weiter war er Verfasser einiger Schriften: Mellem Östersö og Vesterhav (1887), Talesprog og Skriftsprog (1891) und Valgtaler 1902.
1898 kandidierte er bei der Reichstagswahl im 4. schleswigschen Wahlkreis (Tondern-Husum). Am 8. März 1902 wurde er zum Reichstagsabgeordneten für den Wahlkreis Schleswig-Holstein 1 (Hadersleben, Sonderburg) gewählt und am 16. Juni 1903 wiedergewählt. Das Mandat endete mit seinem Tode.
In Mögeltondern wurde ein Denkmal für ihn errichtet und in Flensburg wurde die Jens-Jessen-Skolen, eine Grund- und Realschule der dänischen Minderheit, nach ihm benannt.